# Caustic Love
Caustic Love é o terceiro álbum de estúdio do cantor e compositor escocês Paolo Nutini, lançado em 14 de abril de 2014 pela Atlantic Records.

## Singles
"Scream (Funk My Life Up)" foi lançada como primeiro single do disco em 28 de janeiro de 2014. Situou-se na décima segunda colocação da parada padrão inglesa e no número 22 da irlandesa publicada pela Irish Recorded Music Association (IRMA). Fez aparição ainda nos charts da Alemanha, da Itália, da Nova Zelândia, dos Países Baixos e da Suíça. Outras faixas foram lançadas para promover o disco, nomeadamente "Let Me Down Easy", "Iron Sky" e "One Day".

## Lista de faixas
| N.º | Título                        | Produtor(s)                                                    | Duração |  |
| 1.  | "Scream (Funk My Life Up)"    | Paolo Nutini, Dani Castelar, Dave Sardy (add.)                 | 3:09    |  |
| 2.  | "Let Me Down Easy"            | Nutini, Castelar, Rollo Armstrong (add.), Michael Bates (add.) | 3:32    |  |
| 3.  | "Bus Talk" (Interlude)        | Nutini, Castelar, Armstrong (add.), Bates (add.)               | 1:30    |  |
| 4.  | "One Day"                     | Nutini, Castelar, Leo Abrahams                                 | 5:06    |  |
| 5.  | "Numpty"                      | Nutini, Castelar, Abrahams                                     | 3:54    |  |
| 6.  | "Superfly" (Interlude)        | Nutini, Castelar, Abrahams                                     | 1:13    |  |
| 7.  | "Better Man"                  | Nutini, Castelar                                               | 5:29    |  |
| 8.  | "Iron Sky"                    | Nutini, Castelar                                               |         |  |
| 9.  | "Diana"                       | Nutini, Castelar                                               | 3:35    |  |
| 10. | "Fashion" (com Janelle Monáe) | Nutini, Castelar, Sardy, Abrahams                              | 3:06    |  |
| 11. | "Looking for Something"       | Nutini, Castelar                                               | 6:21    |  |
| 12. | "Cherry Blossom"              | Nutini, Castelar                                               | 6:17    |  |
| 13. | "Someone Like You"            | Nutini, Castelar                                               | 2:09    |  |

## Recepção

### Crítica
| Críticas profissionais | Críticas profissionais |
| Pontuações agregadas   | Pontuações agregadas   |
| Fonte                  | Avaliação              |
| ---------------------- | ---------------------- |
| Metacritic             | 79/100                 |
| Avaliações da crítica  |                        |
| Fonte                  | Avaliação              |
| AllMusic               | [ 4 ]                  |
| Clash                  | 7/10                   |
| The Guardian           | [ 6 ]                  |
| The Independent        | [ 7 ]                  |
| The Daily Telegraph    | [ 8 ]                  |

O portal Metacritic, a partir de dez resenhas recolhidas, deu 79 pontos ao Caustic Love em uma escala que vai até cem, indicando "análises favoráveis".

### Comercial
Caustic Love estreou na primeira posição da Irish Albums Chart vendendo cinco cópias a mais que o segundo colocado, Meet the Vamps. No Reino Unido, o disco estreou na primeira posição da UK Albums Chart com 109 mil cópias vendidas. No território passou 63 semanas no chart e foi certificado como disco de platina dupla pela British Phonographic Industry. Na Schweizer Hitparade, compilação suíça, atingiu a primeira posição. Na Holanda e na Itália, Caustic Love alcançou a terceira posição, sendo essa a melhor posição da carreira do artista; o mesmo ocorreu na Austrália, no Canadá, nos Estados Unidos e na Nova Zelândia. O projeto de inéditas foi certificado como disco de ouro pela Federazione Industria Musicale Italiana por vendas superiores a 25 mil cópias.

## Desempenho nas tabelas musicais
| Chart (2014–15)                       | Melhor posição |
| ------------------------------------- | -------------- |
| Austrália (ARIA)                      | 6              |
| Áustria (Ö3 Austria Top 40)           | 13             |
| Bélgica (Ultratop Flandres)           | 13             |
| Bélgica (Ultratop Valônia)            | 27             |
| Canadá (Billboard)                    | 21             |
| Dinamarca (Hitlisten)                 | 37             |
| Países Baixos (Dutch Charts)          | 3              |
| França (SNEP)                         | 34             |
| Alemanha (Offizielle Deutsche Charts) | 15             |
| Hungria (MAHASZ)                      | 2              |
| Irlanda (IRMA)                        | 1              |
| Itália Italian Albums (FIMI)          | 3              |
| Nova Zelândia (RMNZ)                  | 5              |
| Escócia (Official Scottish Albums)    | 1              |
| Espanha Spanish Albums (PROMUSICAE)   | 50             |
| Suíça (Schweizer Hitparade)           | 1              |
| Reino Unido (UK Albums Chart)         | 1              |
| Estados Unidos (Billboard 200)        | 31             |

| Tabela musical (2014)                      | Posição |
| ------------------------------------------ | ------- |
| Bélgica Belgian Albums (Ultratop Flanders) | 35      |
| Bélgica Belgian Albums (Ultratop Wallonia) | 189     |
| Países Baixos Dutch Albums (MegaCharts)    | 43      |
| Suíça Swiss Albums (Schweizer Hitparade)   | 47      |
| Reino Unido UK Albums (OCC)                | 4       |

## Histórico de lançamento
| País           | Data                | Formato              | Gravadora |
| -------------- | ------------------- | -------------------- | --------- |
| Brasil         | 14 de abril de 2014 | CD, download digital | Atlantic  |
| Estados Unidos | 14 de abril de 2014 | CD, download digital | Atlantic  |
| Itália         | 11 de abril de 2016 | CD, download digital | Atlantic  |
| Reino Unido    | 11 de abril de 2016 | CD, download digital | Atlantic  |